# Raj podatkowy
Raj podatkowy (też oaza podatkowa, ang. tax haven) – termin używany najczęściej w odniesieniu do państw lub ogólnie miejsc (jak np. poszczególnych stanów USA, które kształtują własną politykę fiskalną), w których przepisy podatkowe są wyjątkowo łagodne dla obcokrajowców i kapitału zagranicznego. Celem rajów podatkowych jest przyciągnięcie kapitału osób bądź firm poza miejsce wykonywania działalności gospodarczej. Raje podatkowe są wykorzystywane przez przedsiębiorców do transferowania zysków i unikania płacenia podatków w krajach macierzystych. Szacuje się, że w rajach podatkowych ukryte są nawet 32 biliony dolarów. Najbardziej znane raje podatkowe to Andora, Bahamy, wyspa Jersey, Kajmany.

## Cele
Raje podatkowe często wykorzystywane są jako element obniżenia kosztów produkcji przez tworzenie fikcyjnych kosztów działalności. Polega to na utworzeniu spółki z siedzibą w takim państwie i wykorzystanie jej do transferowania zysków. Najpopularniejszą metodą jest sprzedaż licencji na znaki graficzne lub praw autorskich do nazw za ogromne sumy, będące znaczną częścią osiąganych zysków. Uwzględnieniu takiego kosztu w rachunku wyników przedsiębiorstwa zmniejsza podstawę opodatkowania, a tym samym przedsiębiorstwo płaci mniejszy podatek dochodowy. Innym sposobem minimalizacji płaconego podatku w kraju macierzystym jest transfer produktów (półproduktów, towarów etc.) po cenie wytworzenia (podmiot sprzedaje swoje produkty spółce-córce, zarejestrowanej w raju podatkowym, po cenie wytworzenia – w ten sposób nie osiąga on zysku na sprzedaży), zaś spółka zarejestrowana w raju podatkowym sprzedaje te produkty z marżą – w ten sposób powstaje zysk (różnica między ceną sprzedaży a ceną zakupu), od którego płaci się niski podatek.

## Raj podatkowy a cena transferowa
Zagadnienie rajów podatkowych związane jest z pojęciem cen transferowych, które polega na tym, iż podmioty powiązane kapitałowo tak kształtują ceny towarów lub usług (także dóbr niematerialnych, np. licencji) we wzajemnych transakcjach, aby wykazać dochody do opodatkowania w państwach o korzystnych systemach podatkowych, np. w rajach podatkowych.

## Raje podatkowe
Treść tej sekcji należy opracować w taki sposób, aby nie uwypuklała nadmiernie polskiej specyfiki / aby nie zawężała się tylko do polskich warunków
Dokładniejsze informacje o tym, co należy poprawić, być może znajdują się w dyskusji tej sekcji.
 Po wyeliminowaniu niedoskonałości należy usunąć szablon [[Szablon:Dopracować|]] z tej sekcji.
Lista krajów i terytoriów pozostających poza kontrolą polskich organów podatkowych (w nawiasie data wdrożenia porozumienia o wymianie informacji podatkowej):

- Andora (wrzesień 2018)
- Anguilla (wrzesień 2017)
- Antigua i Barbuda (wrzesień 2018)
- Sint-Maarten (wrzesień 2018)
- Curaçao (wrzesień 2017)
- Bahamy (na liście ministerstwa mimo wdrożonego porozumienia)[8]
- Bahrajn
- Barbados (wrzesień 2017)
- Brytyjskie Wyspy Dziewicze (wrzesień 2017)
- Wyspy Cooka (wrzesień 2018)
- Dominika (podpisane porozumienie oczekuje wdrożenia)[9]
- Grenada (wrzesień 2018)
- Sark
- Hongkong
- Liberia
- Liechtenstein (wrzesień 2017)
- Makau
- Malediwy
- Wyspy Marshalla (wrzesień 2018)
- Mauritius (wrzesień 2017)
- Monako (wrzesień 2018)
- Nauru (na liście ministerstwa mimo bankructwa)
- Niue (wrzesień 2017)
- Panama
- Samoa (wrzesień 2018)
- Seszele (wrzesień 2017)
- Saint Kitts i Nevis (wrzesień 2018)
- Saint Lucia (wrzesień 2018)
- Saint Vincent i Grenadyny (wrzesień 2018)
- Tonga
- Wyspy Dziewicze Stanów Zjednoczonych
- Vanuatu